# سید مجید حسینی (نویسنده)
سید مجید حسینی  نویسنده، روزنامه‌نگار، استاد دانشگاه و فعال رسانه‌ای اهل ایران است. او دکترای علوم سیاسی از دانشگاه تهران دارد و استادیار همین رشته در دانشگاه تهران است. حسینی در دی ماه ۱۳۹۲ از سوی شهاب مرادی به‌عنوان مدیر مؤسسهٔ نشر شهر منصوب شد، و در سال ۱۳۹۴ به سمت مدیر عامل باغ کتاب تهران انتخاب گردید.
مجید حسینی در جریان انتخابات ریاست‌جمهوری ۱۳۸۴، رئیس کمیته محتوایی ستاد انتخاباتی محمدباقر قالیباف بود. حسینی تأسیس مرکز کانون‌های فرهنگ و اندیشه دانشگاه‌ها (کفا)، سمت‌های مشاور امور جوانان و مشاور امور رسانه‌ای شهردار تهران و مدیریت گروه مجلات همشهری را نیز در زمان قالیباف در کارنامه دارد.

## سوابق
وی قبل از ورود به عرصهٔ رسانه‌ای در دههٔ ۱۳۷۰، مؤسس یکی از کانون‌های فعالیت دانشجویی به نام «مرکز کانون‌های فرهنگ و اندیشه (کفا)» بود، که پس از آن همکاری با روزنامهٔ جام جم را آغاز کرد. در سال‌های بعد، پس از ورود به همکاری با شهرداری تهران مؤسسهٔ «شهریاران جوان» را تأسیس و جایگزین گروه مشاوران جوان که در دورهٔ شهرداری محمود احمدی‌نژاد ایجاد شده بود، نمود.
حسینی از مشاوران محمدباقر قالیباف بوده است و از سال ۸۸ تا ۹۱ مدیریت گروه مجلات همشهری را بر عهده داشته، در این دوره وی اقدام به راه‌اندازی مجلات متعدد از جمله: سینما ۲۴، همشهری داستان، دیجیتال، معماری، تاکسی، اتوبوس، همشهری مثبت، آشپزی مثبت، پایداری، تندرستی و… کرد. در دوره مدیریت سید مجید حسینی بر مجلات همشهری مجله «همشهری مثبت» به مدیر مسئولی وی به گروه مجلات همشهری اضافه شد که به ترویج مثبت‌اندیشی و آموزش تکنیک‌های موفقیت می‌پرداخت. همچنین وی توانست مجله دانستنیها را که سال‌ها بود منتشر نمی‌شد دوباره احیا و منتشر نماید. او در اردیبهشت ۱۳۹۱ از این سمت برکنار شد.

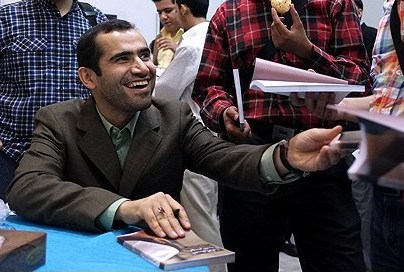
مجید حسینی در مراسم رونمایی از کتاب «اعترافات شهر خدا»

## دیدگاه‌ها

### آموزش و پرورش
حسینی اخیراً به یکی از منتقدان جدی نظام آموزشی و کنکور و مافیای پزشکی در وزارت بهداشت در ایران بدل شده است. به عقیده او آموزش و پرورش در ایران، از حدود ۷۰ سال پیش تا کنون بدون هیچ تغییری باقی مانده و این سیستم تنها می‌تواند کارمند خوب تولید کند. آموزش و پرورش بستری شده برای یکسان‌سازی آدم‌ها، و این خوب نیست.

### مافیای پزشکی
حسینی معتقد است مافیای پزشکی باعث شده در سیستم درمان مشکلات بسیاری به‌وجود بیاید و باعث توزیع نابرابر درآمد عظیم پزشکی در سیستم درمان شود. همچنین وی بر این باور است که ایران، بهشت پزشکان متخصص است چراکه درآمد سالیانه پزشکان متخصص در ایران بسیار فراتر از درآمد پزشکان متخصص در کشورهایی همچون آمریکا و کانادا است. وی در یک برنامه زنده صدا و سیما مدعی شد مافیای پزشکی، از بهبود و اصلاح آلودگی هوای تهران، جلوگیری می‌کند تا کسب درآمد کند.

### مافیای کنکور
مجید حسینی که به منتقد مافیای کنکور مشهور شده است، مهمان برنامه «تب تاب» شبکه سوم سیما شد و از همان ابتدا رو به مجری برنامه گفت: من به این برنامه آمده‌ام که رای نیاورم! در برنامه تلویزیونی «تب تاب» مجری با توجه به واکنش مردم به اظهارات حسینی، گفت: شما خودتان با مهارت وارد پست‌های اجرایی شدید یا غیر از آن؟ که حسینی در پاسخ با گذر از جواب قطعی، تنها گفت: من و تو هردو محصول تبعیض هستیم!

### رامبد جوان و کانادا
حسینی در شهریور ۱۳۹۸ در مصاحبه‌ای با پارسینه به انتقاد از رامبد جوان که فرزندش را در کانادا به دنیا آورده بود و نیز صادق زیباکلام که وطن را «جایی که آدم در آن راحت‌تر است» دانسته بود پرداخت. او رفتار رامبد جوان را «متناقض» خواند و در مقابل وطن را جایی دانست که «آینده فرد با مردم آنجا پیوند خورده باشد».
او در ادامه گفت «من و (یک فرد) کانادایی آینده‌مان بهم پیوند نخورده». در قسمتی دیگر او علت دررفت و آمد بودن برخی افراد رده بالا و فرزندانشان به کانادا را «پدیدآوردن یک جامعه ناامن در ایران و رفتن در یک جامعه امن» دانست.

### اختلاف با سید محمود رضوی
سید محمود رضوی و مجید حسینی دو نیروی جریان قالیباف در فضای مجازی با هم به تندی درگیر شده‌اند و یکدیگر را به نفاق و نان به نرخ روز خوری متهم کردند. سید محمود رضوی در توییتر با هشتگ نفاق نوشت: «یکی از این آفتاب‌پرست‌های سیاسی که این روزها عدالت‌خوار شده و در مورد مدارس غیرانتفاعی هم افاضات میکنه را کامل می‌شناسم، حتی بهتر از خودش، نمیخوام همه چیزشو بگم، اما فقط اینو بگم که این عدالتخوار عزیز که به مدارس غیرانتفاعی فحش میده، پسر خودش در مدرسه غیرانتفاعی درس میخونه!»

## کاندیداتوری در انتخابات

### انتخابات مجلس یازدهم
مجید حسینی که بارها دربارهٔ عدم شرکت در انتخابات مجلس سخن گفته بود، بعد از ثبت‌نام در مجلس در صفحه اینستاگرام خود خطاب به مافیای پزشکی و مسکن عنوان می‌کند: «ما چیزی نداریم از دست بدهیم آمده‌ایم پدر شمارا دربیاریم.» هرچند برنامه‌های حسینی حول محور مبارزه با فساد، بی‌عدالتی و تبعیض است ولی دربارهٔ حوزه انتخابیه خود تابه‌حال اظهارنظری دربارهٔ این موارد و چالش‌های موجود در خراسان رضوی و شهر مشهد نداشته است. از حسینی به‌عنوان شومن کنکور یاد برده می‌شود و وی خود را نماد عدالت آموزشی می‌داند.

### انتخابات ششمین دورهٔ شورای شهر تهران
او یکی از نامزدان فهرست «ائتلاف بزرگ برای مردم» است که مورد حمایت جبهه پایداری انقلاب اسلامی و ستاد مردمی برای مردم (ستاد مردمی سید ابراهیم رئیسی) بود.

## حضور در کانادا
مجید حسینی که همواره در مورد ساده زیستی و نکات منفی زندگی و سفر به کشورهای غربی سخن می‌گفت، ۴ سال پس از تاختن به رامبد جوان برای سفر به کانادا، در پاییز ۱۴۰۲، فیلمی از حضور وی در ونکوور کانادا سوار بر خودرویی لوکس منتشر شد.
در پاییز ۱۴۰۲، فیلمی در رسانه‌های اجتماعی از حضور مجید حسینی در کانادا منتشر شد و بسیار جنجالی شد که این ویدئو توسط مجید رسولی، روحانی سابق پناهنده به کانادا گرفته و پخش شد. رسانه‌ها با خبر فوری در مورد این موضوع نوشتند:
انتشار ویدیویی از «سید مجید حسینی» در ونکوور کانادا، در شبکه‌های اجتماعی خبرساز شده است. حسینی، با سخنرانی‌ها و مناظره‌های جنجالی‌اش در مورد مافیای کنکور و مافیای پزشکان در ایران شناخته شد.
او در یکی از گفت‌وگوها، افرادی را که برای انتخاب محیطی امن به کانادا مهاجرت مقطعی می‌کنند، مورد انتقاد قرار داده بود. فیلم‌بردار ویدیوی اخیر، «مجید رسولی» است که تا پیش از مهاجرت به کانادا و پناهندگی سیاسی، مسوول ستاد اقامه نماز منطقه ۴ شهرداری تهران بود. او امروز خودش را حامی اسراییل معرفی می‌کند.

## آثار
- حسینی، مجید. کلوخ‌های بلور. تهران: نشر مستند، ۱۳۸۶.
- حسینی، مجید. هاروارد مک دونالد. تهران: نشر افق، ۱۳۹۱.[۳۱]
- حسینی، مجید. اعترافات شهر خدا. تهران: نشر سوره، ۱۳۹۲.
- حسینی، مجید. اینستالوژی. تهران: نشر آرما، ۱۳۹۴.[۳۲]
- حسینی، مجید. انقلاب اسلامی چرا. تهران: کانون اندیشه، ۱۳۹۴.
- حسینی، مجید. تندال. تهران: نشر ازنو، ۱۳۹۵.
- حسینی، مجید. مرگ آقای سعدی در پاریس. تهران: نشر چشمه، ۱۳۹۶.
- حسینی، مجید. تروما.(نگاهی نقادانه به تحولات فرهنگی و سیاسی ۱۳۸۸–۱۳۹۴ از منظر سینما اصغر فرهادی) تهران: نشر ثالث، ۱۳۹۶.
- حسینی، مجید. کاش رنجی کم کنیم.(در ستایش بودن و فرقی داشتن) تهران: نشر ثالث، ۱۳۹۶.
- حسینی، سید مجید (۱۳۹۸). همه علیه مدرسه. شابک ۹۷۸-۶۰۰۸۹۷۵۶۱۸.